# Elaphoglossum variabile
Elaphoglossum variabile är en träjonväxtart som beskrevs av A. Rojas. Elaphoglossum variabile ingår i släktet Elaphoglossum och familjen Dryopteridaceae. Inga underarter finns listade.